# Ектения
Ектения са множество от молитви, които се състоят от кратки прошения, на които обикновено се отговаря с "Господи, помилуй". Обикновено те са за мир, здраве и спасение на всички хора, за милост и защита на църквата и за молитви за починалите. Ектенията се произнасят от дякони и свещеници преди въведение на свещените дарове. Има различни ектения като ектенията за живите и починалите, ектенията по време на Пасхалната нощ и други.